# Grand Prix Nizozemska 1975
Grand Prix Nizozemska 1975 (oficiálně XXIII Grote Prijs van Nederland) se jela na okruhu Circuit Zandvoort v Zandvoortu v Nizozemsku dne 22. června 1975. Závod byl osmým v pořadí v sezóně 1975 šampionátu Formule 1.

## Závod
| Poř.   | No. | Jezdec             | Konstruktér     | Počet kol | Čas/Odstoupení    | Pořadí na startu | Body |
| ------ | --- | ------------------ | --------------- | --------- | ----------------- | ---------------- | ---- |
| 1      | 24  | James Hunt         | Hesketh-Ford    | 75        | 1:46:57.40        | 3                | 9    |
| 2      | 12  | Niki Lauda         | Ferrari         | 75        | + 1.06            | 1                | 6    |
| 3      | 11  | Clay Regazzoni     | Ferrari         | 75        | + 55.06           | 2                | 4    |
| 4      | 7   | Carlos Reutemann   | Brabham-Ford    | 74        | + 1 kolo          | 5                | 3    |
| 5      | 8   | Carlos Pace        | Brabham-Ford    | 74        | + 1 kolo          | 9                | 2    |
| 6      | 16  | Tom Pryce          | Shadow-Ford     | 74        | + 1 kolo          | 12               | 1    |
| 7      | 23  | Tony Brise         | Hill-Ford       | 74        | + 1 kolo          | 7                |      |
| 8      | 28  | Mark Donohue       | Penske-Ford     | 74        | + 1 kolo          | 18               |      |
| 9      | 4   | Patrick Depailler  | Tyrrell-Ford    | 73        | + 2 kola          | 13               |      |
| 10     | 31  | Gijs Van Lennep    | Ensign-Ford     | 71        | + 4 kola          | 22               |      |
| 11     | 30  | Wilson Fittipaldi  | Fittipaldi-Ford | 71        | + 4 kola          | 24               |      |
| 12     | 20  | Ian Scheckter      | Williams-Ford   | 70        | + 5 kol           | 19               |      |
| 13     | 22  | Alan Jones         | Hill-Ford       | 70        | + 5 kol           | 17               |      |
| 14     | 10  | Lella Lombardi     | March-Ford      | 70        | + 5 kol           | 23               |      |
| 15     | 5   | Ronnie Peterson    | Lotus-Ford      | 69        | Nedostatek paliva | 16               |      |
| 16     | 3   | Jody Scheckter     | Tyrrell-Ford    | 67        | Motor             | 4                |      |
| Ret    | 21  | Jacques Laffite    | Williams-Ford   | 64        | Motor             | 15               |      |
| Ret    | 2   | Jochen Mass        | McLaren-Ford    | 61        | Nehoda            | 8                |      |
| Ret    | 17  | Jean-Pierre Jarier | Shadow-Ford     | 44        | Pneumatika        | 10               |      |
| Ret    | 18  | John Watson        | Surtees-Ford    | 43        | Vibrace           | 14               |      |
| Ret    | 1   | Emerson Fittipaldi | McLaren-Ford    | 40        | Motor             | 6                |      |
| Ret    | 14  | Bob Evans          | BRM             | 23        | Diferenciál       | 20               |      |
| Ret    | 6   | Jacky Ickx         | Lotus-Ford      | 6         | Motor             | 21               |      |
| Ret    | 9   | Vittorio Brambilla | March-Ford      | 0         | Zavěšení          | 11               |      |
| DNS    | 35  | Hiroši Fušida      | Maki-Ford       |           |                   |                  |      |
| Zdroj: |     |                    |                 |           |                   |                  |      |

## Průběžné pořadí po závodě
Pohár jezdců
| Pořadí | Jezdec             | Body |
| ------ | ------------------ | ---- |
| 1      | Niki Lauda         | 38   |
| 2      | Carlos Reutemann   | 25   |
| 3      | Emerson Fittipaldi | 21   |
| 4      | Carlos Pace        | 18   |
| 5      | James Hunt         | 16   |
| Zdroj: |                    |      |

Pohár konstruktérů
| Pořadí | Konstruktér  | Body    |
| ------ | ------------ | ------- |
| 1      | Ferrari      | 41      |
| 2      | Brabham-Ford | 36 (38) |
| 3      | McLaren-Ford | 26,5    |
| 4      | Tyrrell-Ford | 19      |
| 5      | Hesketh-Ford | 16      |
| Zdroj: |              |         |